# Gertraudtenstraße 1 (Cottbus)

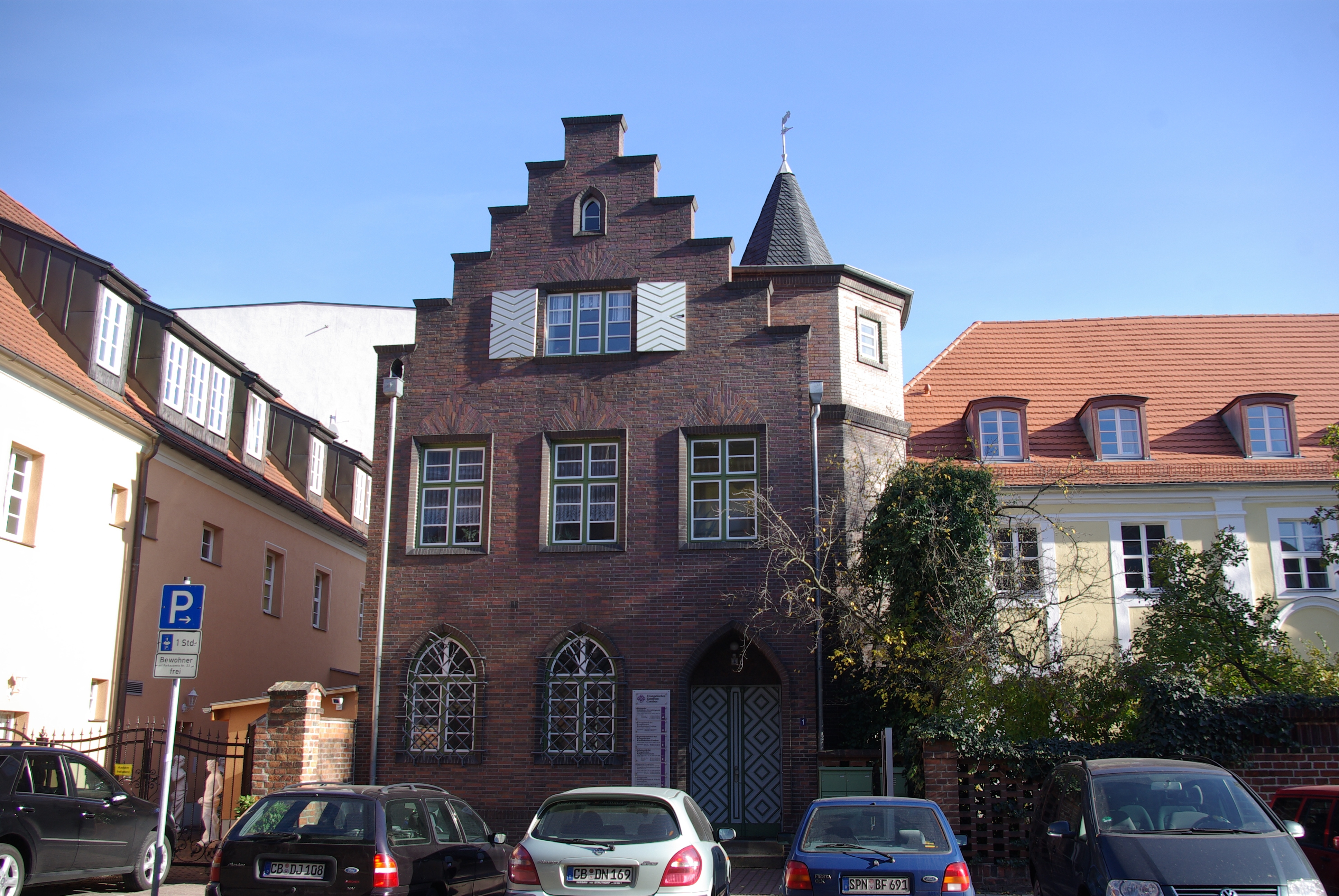

Das Pfarrhaus mit Gemeindekirchenamt ist ein geschütztes Baudenkmal und ist in Cottbus unter der Adresse Gertraudtenstraße 1 zu finden. Das Gebäude ist heute Sitz der Superintendentur des Kirchenkreises Cottbus.

## Pfarrhaus
Das Pfarrhaus wurde zwischen 1712 und 1718 an die Stelle des baufälligen Wohnhauses des Inspektors der Oberkirche Johann Wittscheibe errichtet. Die Vorderfront und Giebel wurden bereits 1746 oder 1747 massiv erneuert und verputzt. Weitere eingreifende Reparaturen wurden 1786–88 durch den Landbaumeister Noack durchgeführt. 1845 begannen dann Instandsetzungsarbeiten am Gebäude durch Friedrich Wilhelm Kahle. Auch die nördliche Hälfte der Hinterfront, die Wand und Deckenputze wurden erneuert. Die Trauffassade wird durch Lisenen sowie Mittelrisalit und Eingang symmetrisch gegliedert. An der Nordseite befindet sich ein Spitzbogenfries. Die Rückseite ist glatt verputzt, an der Mittelachse befindet sich ein schmaler Verandavorbau aus Fachwerk aus dem Jahr 1932.

Innen findet man eine zeittypisch klare und großzügige Grundgliederung mit breiter Mitteldiele. Der Grundriss wurde durch Zwischenwände verändert. Eine einläufige Treppe mit einem Wendepodest ist auf der Ostseite Anfang des 20. Jahrhunderts erneuert worden. Die Nordostecke im Obergeschoss hat noch ein Fachwerk mit Lehmstaken. Parallel zum Dachfirst befindet sich ein mittelalterlicher Backsteinkeller mit Tonnengewölbe. Auf gotische Bauzeit verweist ein weiterer kleiner Kellerraum. Im Jahre 1945 wurde nach einem Brand das Dachwerk erneuert. Der Zugang zum Pfarrgarten führt von der Gertraudtenstraße durch ein überwölbtes Holztor. Das Tor schmückt ein kleines Fenster mit schönen schmiedeeisernen Beschlägen aus dem 18. Jahrhundert. Der Weg, parallel zum Haus, führt zum Garten mit seinen Rasen- und Strauchflächen. Nur zwei alte Bäume sind erhalten geblieben: eine Winterlinde und eine Kastanie.

## Gemeindekirchenamt
Das Gemeindekirchenamt wird auch als „Pfarrhauswinkel“ bezeichnet. Es wurde 1891 als eingeschossiger nördlicher Seitenflügel an das Pfarrhaus angebaut. Im Jahre 1900 durch das Baugeschäft Hermann Pabel und Co. erstmals vergrößert und aufgestockt, kam es 1927/28 durch den Architekten Max Hanke zu einem zweigeschossigen Erweiterungsbau. Das Gebäude ist mit engobierten Großräschener Klinkern verblendet. Die dreiachsige Giebelfassade zur Straße ist durch Treppengiebel akzentuiert. An der südlichen Traufseite zum Pfarrgarten wurde ein polygonaler Treppenturm mit schmalen spitzbogigen bzw. annähernd quadratischen Fenstern angefügt. Die spitzbogigen Keller- und Erdgeschossfenster haben schmiedeeiserne Gitter. In der rechten Achse befindet sich der ebenfalls spitzbogig ausgebildete Eingang.

## Bedeutung

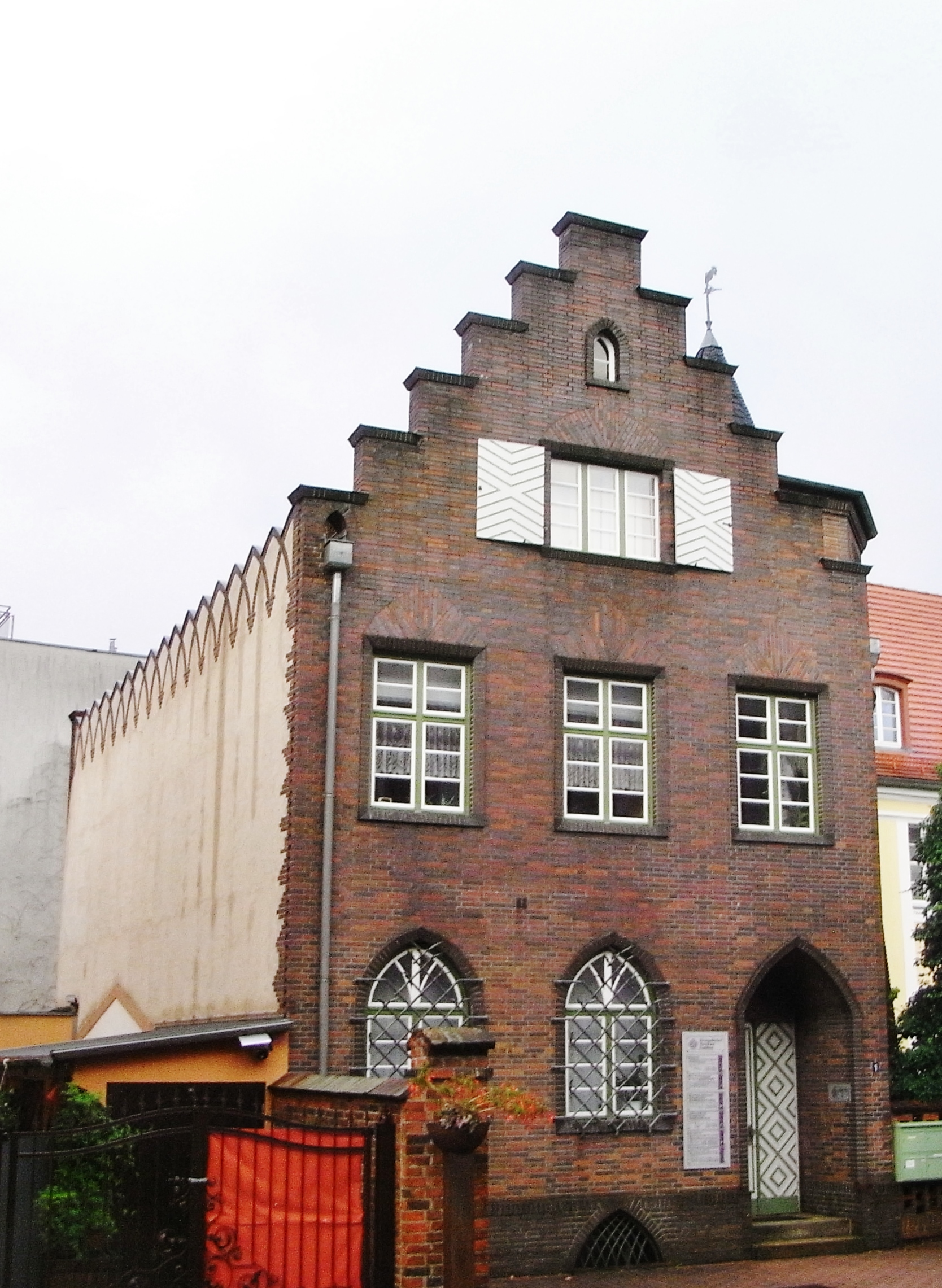
Nordwestansicht mit Spitzbogenfries

Dem ältesten Pfarrhaus der Stadt Cottbus kommt sowohl wesentliche stadt- als auch baugeschichtliche Bedeutung zu. Der ästhetisch ansprechende Gesamteindruck des Gemeindekirchenamtes wird wesentlich durch die engobierten Verblendklinker und die vom Expressionismus beeinflussten Dekorelemente bestimmt. Mit seiner Sichtziegelarchitektur, dem Staffelgiebel, dem Turmbau sowie den spitzbogigen Detailformen, die auch bei Innentüren Anwendung fanden, stellte der Architekt den Bezug zur Oberkirche her. Das ortsbildprägende Bauensemble mit dem mitten in der Altstadt gelegenen, großen Gartengrundstück ist zudem von städtebaulichem Interesse.